# Land and Overland
Trilogia Land and Overland este un grup de trei romane science fantasy de Bob Shaw.
Cărțile care formează trilogia sunt The Ragged Astronauts (publicată în 1986), The Wooden Spaceships (1988) și The Fugitive Worlds (1989).  În Regatul Unit, cele trei romane au fost inițial publicate de  Victor Gollancz (VGSF).  The Ragged Astronauts (Astronauții zdrențăroși) a câștigat Premiul BSFA pentru cel mai bun roman în 1987.
Acțiunea are loc pe o pereche de planete, denumite Lumea și Supralumea (engleză Land și Overland), care se rotesc împreună în jurul unui centru comun de gravitație. Planetele sunt suficient de apropiate una de alta pentru a împărți o atmosferă comună.

## Rezumat

### The Ragged Astronauts
Lumea este o societate stric feudală  care trece printr-o criză energetică de vârf (copacii care furnizează energie și materiale dure sunt limitați) și printr-un proces de degradare culturală. O mare parte a populației umane de pe Lume se deplasează spre Supralume cu ajutorul unor baloane cu aer cald pentru a scăpa de creaturi aeriene ucigașe denumite Ptertha. 

#### Traduceri
- română - Astronauții zdrențăroși,  Editura Pygmalion Ploiești, Colecția Cyborg, 2000
- rusă: "Астронавты в лохмотьях" (cu sensul de "Astonauți în zdrențe"), 2003
- German: "Die Heißluft-Astronauten", 1991 (ISBN 3-453-04484-3)
- cehă: "Primitivní Astronauti", 1993 (cu sensul de "Astronauții primitivi")
- poloneză: "Kosmiczna przeprowadzka" ("Space removal"), 1994 (ISBN 83-7082-624-5)
- portugheză: "Os Balonautas"
- italiană: "L'invasione dei Ptertha: (Sfida al cielo)" (cu sensul de "Invazia Ptertha, sau Provocarea cerului"), 1999 (ISBN 88-4291-093-7)

### The Wooden Spaceships
Un conflict izbucnește între noii locuitori de pe Supralume și cei care au rămas în urmă pe Lume. Cei din urmă, după ce au devenit imuni la Ptertha, intenționează să invadeze Supralumea. Locuitorii Supralumii reușesc să-i învingă prin construirea unei rețele de cetăți aeriene aflate între cele două planete. Navele spațiale sunt realizate dintr-un lemn foarte-foarte tare, denumit brakka.

#### Traduceri
- română -  N/A
- rusă: "Деревянные космолёты" (cu sensul de "Navele spațiale din lemn"), 2003
- germană: "Die hölzernen Raumschiffe", 1991 (ISBN 3-453-04485-1)
- cehă: "Dřevěné kosmické lodě", 1996
- italiană: "L'attacco di mondo" (cu sensul de "Atacul Lumii"), 2000 (ISBN 8842911275)

### The Fugitive Worlds
Un obiect straniu din spațiul cosmic începe sa se apropie de cele două planete...

#### Traduceri
- rusă: "Беглые планеты" (cu sensul de "Planetele fugitive"), 2003
- germană: "Die flüchtigen Welten", 1991 (ISBN 3-453-04486-X)
- italiană: "Verso l'ignoto" (cu sensul de "Spre necunoscut"), 2000 (ISBN 8842911364)

## Primire
Orson Scott Card a avut o recenzie pozitivă pentru primul volum al trilogiei, afirmând că  "The Ragged Astronauts este cam cum ar arăta un roman hard SF din secolul al XVIII-lea dacă Swift sau Defoe ar fi acordat mai multă atenție lui Newton.  Sunt minuni suficiente pentru a face sa te simți ca ai descoperit science-fiction-ul pentru prima oară.... Shaw scrie cu o combinatie extraordinara de inteligență, claritate și compasiune."

## Legături externe
- Istoria publicării trilogiei trilogiei pe ISFDB

## Vezi și
- 1986 în științifico-fantastic
- 1988 în științifico-fantastic
- 1989 în științifico-fantastic